# Bourcefranc-le-Chapus
Bourcefranc-le-Chapus – miejscowość i gmina we Francji, w regionie Nowa Akwitania, w departamencie Charente-Maritime.
Według danych na rok 1990 gminę zamieszkiwało 2851 osób, a gęstość zaludnienia wynosiła 230 osób/km² (wśród 1467 gmin regionu Poitou-Charentes Bourcefranc-le-Chapus plasuje się na 81. miejscu pod względem liczby ludności, natomiast pod względem powierzchni na miejscu 705.).